# Turquia nos Jogos Olímpicos de Inverno de 1976
A Turquia competiu nos Jogos Olímpicos de Inverno de 1976, realizados em Innsbruck, Áustria.